# Kölnturm
La Kölnturm (scritto anche KölnTurm) è un grattacielo di 44 piani situato a Colonia, in Germania.

## Descrizione
Edificio è alto 148,5 metri all'ultimo piano e 165,48 metri compresa l'antenna. La costruzione della torre è durata dal giugno 1999 al novembre 2001. Progettato da Jean Nouvel, è il secondo edificio più alto della città (dopo la Cattedrale di Colonia), il secondo più alto del Nord Reno-Westfalia (dopo la Torre delle Poste a Bonn), e il dodicesimo più alto in Germania.